# Папино (Илиноис)
Папино (енгл. Papineau) град је у америчкој савезној држави Илиноис.

## Демографија
По попису из 2010. године број становника је 171, што је 25 (-12,8%) становника мање него 2000. године.
| Група             | 2000.       | 2010.       |
| Белци             | 188 (95,9%) | 160 (93,6%) |
| Афроамериканци    | 6 (3,1%)    | 1 (0,6%)    |
| Азијати           | 0 (0,0%)    | 3 (1,8%)    |
| Хиспаноамериканци | 0 (0,0%)    | 7 (4,1%)    |
| Укупно            | 196         | 171         |